# Pierre Albrecht (1926)
Jacques Pierre Ralph Albrecht (New York, 1º gennaio 1926 – Bournemouth, 12 dicembre 1971) è stato un cestista svizzero.

## Carriera
Con la Svizzera ha disputato i Giochi olimpici di Londra 1948.